# Den Sydvestjydske Venstrepresse
Den Sydvestjydske Venstrepresse A/S er en dansk mediekoncern, der ejer 100% af aktierne i Syddanske Medier samt 14 lokale ugeaviser i Sydjylland, Sydvestjylland, og Sønderjylland gennem det 100% ejede datterselskab Vestkystens Distriktsblade . 
Disse ugeaviser er:
Ugeavisen Ribe, 
Digeposten/Tønder kommune, 
Nytirsdag/Rødding, 
Skærbæk Avis, 
Ugeavisen Ansager-Helle, 
Ugeavisen Esbjerg (50% ejet), 
Ugeavisen for Bramming og omegn, 
Ugeavisen Holsted-Brørup-Rødding-Vejen, 
Ugeavisen MidtSyd/Toftlund, 
Ugeavisen Tistrup-Ølgod, 
Ugeavisen Tønder, 
Ugeavisen Varde, 
Ugeavisen Vojens, 
VesterhavsPosten/Nørre Nebel, 
Ugeavisernes samlede oplag er på 300.000. Koncernen omfatter desuden Vestkystens Ejendomsselskab, Kiva Grafisk og Thomsens Forlag. 
Virksomheden blev etableret i 1917 af en række Venstre-politikere med det formål at drive liberale aviser, der dog hele tiden har været uafhængige af partipolitiske interesser. 
I regnskabsåret 2007 havde Den Sydvestjydske Venstrepresse et resultat på 5,2 mio. kr.
Den Sydvestjydske Venstrepresse og JP/Politikens Hus ejer sammen virksomheden Dansk Avis Omdeling.